# Laboulbenia anoplogenii
Laboulbenia anoplogenii är en svampart som beskrevs av Thaxt. Laboulbenia anoplogenii ingår i släktet Laboulbenia och familjen Laboulbeniaceae.   Inga underarter finns listade i Catalogue of Life.